# West Road (Blackwater) River
Der West Road (Blackwater) River (offizieller Name des Flusses, frühere Bezeichnungen sind West Road River und Blackwater River) ist ein rechter Hauptnebenfluss des Fraser River in der kanadischen Provinz British Columbia. Der Fluss trägt den Status eines British Columbia Heritage River.

## Flusslauf
Der Fluss fließt überwiegend in nordöstlicher Richtung durch die Nordhänge der Ilgachuz Range und quer durch das Fraser-Plateau in der Chilcotin-Region von Zentral-British Columbia.
Der Fluss hat lediglich einen Hauptzufluss: den Nazko River.

Seine Mündung in den Fraser River liegt etwa 40 km nordwestlich von Quesnel. Er bildet die Trennung des Chilcotin-Plateaus im Süden vom Nechako-Plateau im Norden, beide sind Teil des Fraser-Plateaus.
Der Fluss hat eine signifikante historische Bedeutung für die  First Nations als auch für die Kanadische Geschichte. Über Jahrhunderte nutzen die Dakelh (Carrier) und Tsilhqot'in Völker einen Pfad, den so genannten „Grease Trail“ – am Nordufer des Flusses für ihren Handel mit den Küstensiedlungen. Es war dieser Weg, welchen auch Sir Alexander MacKenzie für die erste Durchquerung Nordamerikas nördlich von Mexiko nach Westen zum Pazifischen Ozean im Jahr 1793 nutzte.
Der West Road (Blackwater) River hat den Status eines British Columbia Heritage River. Das Quellgebiet liegt im Itcha Ilgachuz Provincial Park. Der Fluss durchfließt den Kluskoil Lake Provincial Park.

## Hydrologie
Der Fluss hat eine Länge von etwa 250 km und entwässert ein Areal von 12.400 km². Der Höhenunterschied auf der Fließstrecke liegt bei über 1400 m.
Der mittlere Abfluss nahe der Mündung beträgt 34,4 m³/s. Zwischen April und Juni führt der Fluss die größten Wassermengen.